# Spodumen
Spodumen, även kunzit,  litiumaluminiuminosilikat (LiAl(SiO3)2), är ett kraftigt glasglänsande, monoklint pyroxenmineral i många färgvarianter.

## Egenskaper
Spodumen är ett genomskinligt mineral vars namn förmodligen kommer från den genomskinliga färgen. Det förekommer i form av färglös till gulaktiga, lila, gul-grön eller smaragdgröna prismatiska kristaller, ofta av stor storlek. Mineralet kallas för hiddenit i sin gröna variant, och kunzit i sin violetta variant. Dessa två används till ädelstenar.
Den normala lågtemperaturformen α-spodumen är i det monokliniska systemet, medan högtemperatur β-spodumen kristalliserar i det tetragonala systemet. Den normala α-spodumen konverterar till P-spodumen vid temperaturer över 900 °C. Kristallerna är typiskt starkt tvärstrimmig parallellt med huvudaxeln. Kristallytorna etsas ofta och märkta av triangelformade markeringar.

## Förekomst
Spodumen beskrevs första gången 1800 vid tyorten på Utö i Södermanland. Det upptäcktes av den brasilianske naturforskaren Jose Bonifacio de Andrada e Silva.
Mineralet förekommer i litiumrik granitpegmatit och aplit. Associerade mineraler är kvarts, albit, petalit, eukryptit, lepidolit och beryll.
Förekomster av spodumen är kända i Afghanistan, Australien, Brasilien, Madagaskar, Pakistan, Québec i Kanada och North Carolina, Kalifornien i USA.

## Användning
Spodumen är industriellt viktig som malm för utvinning av litium, som ingår i många tekniska tillämpningar. Vidare används några av spodumens varianter som ädelstenar.